# Tatort: Stirb und werde
Stirb und werde ist ein Fernsehfilm aus der Krimireihe Tatort und wurde am 10. Oktober 2004 auf Das Erste zum ersten Mal gesendet. Es handelt sich um den dritten Fall des Kieler Ermittlers Klaus Borowski.
Er muss einen Serienmörder finden, bevor ein verschwundener zwölfjähriger Junge auch noch zu dessen Opfer wird.

## Handlung
Eine Gruppe Musikschüler betritt einen Konzertsaal und entdeckt die seltsam arrangierte Leiche eines jungen Mädchens am Konzertflügel. Aufgrund einer Vermisstenmeldung findet man schnell heraus, dass es sich um die siebzehnjährige Schülerin Rita Köhler handelt, die vor einigen Jahren einen Musikwettbewerb gewonnen hatte. Ihre Schwester Heike vermutet, dass sie sich selbst umgebracht hat, da sie bereits zweimal einen Suizidversuch unternommen hatte. Der Rechtsmediziner findet zwar ein Betäubungsmittel im Blut der Toten, aber auch jede Menge Formaldehyd, als ob sie jemand konservieren wollte. Als am nächsten Tag der Heimbewohner Karl Hahnemann in ähnlicher Weise aufgefunden wird, ist sich Borowski sicher, dass er es mit einem Psychopathen zu tun hat. Zudem ist nicht auszuschließen, dass es weitere Opfer geben kann. Daher möchte Borowski, dass alle Vermisstenfälle umgehend an ihn weitergeleitet werden. Es dauert auch nicht lange, da wird ein querschnittsgelähmter Sportler vermisst und kurz darauf tot aufgefunden.
Borowski findet heraus, dass alle Opfer als Gemeinsamkeit ein außerordentliches Talent besaßen. Rita war eine begabte Pianistin, Karl ein begnadeter Schachspieler und das dritte Opfer ein Ausnahmeschwimmer – und alle litten an einer Krankheit. Ein Serientäter liegt nahe: ein Mann, der sich talentierte Menschen auswählt, die jedoch ihre Begabung nicht nutzen können. Schon am nächsten Tag verschwindet der zwölfjährige, hochbegabte Björn Jacobs, der unter Muskeldystrophie leidet.
Das ist ein Alarmsignal für die Ermittler. Fieberhaft versuchen sie, den Jungen zu finden, ehe er zum vierten Opfer wird. Straßensperren werden errichtet und die Medien eingeschaltet. Der Täter, Stefan Gärtner, hält sein Auto an und versteckt den Entführten in einem leeren Frachtcontainer am Hafen. Der Zugang zu diesem wird im Zuge der täglichen Verladearbeiten durch andere Container blockiert. Somit kann Gärtner sein Ziel nicht erreichen und die Ermittler gewinnen Zeit. Allerdings braucht Björn lebenswichtige Medikamente, die ihm jetzt fehlen, so dass sein Leben auch aus medizinischer Hinsicht bedroht ist.
Plötzlich meldet sich der Täter bei der Presse mit einer Videobotschaft. Er erklärt, er wäre kein Monster, sondern der Erlöser: „Jetzt sind sie das, was sie immer sein wollten,“ sind seine Worte. Borowski kommt auf die Idee, bei der Kunstakademie nachzufragen, und ist auf der richtigen Spur. Die Professorin erinnert sich an Stefan Gärtner, einen extrem auffälligen Studenten, mit dem sie vor über zwanzig Jahren zusammen studiert hatte und der schon damals in der Dänischen Festung Leichen fotografiert und kunstvoll balsamiert hatte. Umgehend sehen sich Borowski und Zainalow dort um. Sie werden fündig und entdecken Gärtners Werkstatt mit Spuren von Blut und Formaldehyd. Daraufhin observieren sie seine Wohnung in der Hoffnung, dass er sie zu Björn führt. Zusätzlich greifen sie zu einer List: Im Radio lassen sie vermelden, dass man den Jungen letzte Nacht wohlbehalten aufgefunden habe. Unverzüglich begibt sich Gärtner zum Containerhafen und die Polizei folgt ihm. Doch Gärtner bemerkt, dass er verfolgt wird, und stoppt. Kurzerhand setzt sich Borowski zu ihm in seinen Wagen und verwickelt ihn in ein psychologisches Gespräch. Doch kann er ihn damit nicht aus der Reserve locken. Erst als Borowski das Auto mit hoher Geschwindigkeit auf das Wasser zu fährt und Gärtner Todesangst bekommt, erklärt er, in welchem der Container sich der Junge befindet. Daraufhin kann Björn befreit werden.

## Hintergrund
Der Film wurde vom 2. März 2004 bis zum 1. April 2004 in Kiel und Umgebung gedreht.

## Rezeption

### Einschaltquoten
Die Erstausstrahlung von Stirb und werde am 10. Oktober 2004 wurde in Deutschland insgesamt von 8,85 Millionen Zuschauern gesehen und erreichte einen Marktanteil von 24,9 Prozent für Das Erste.

### Kritik
Rainer Tittelbach von tittelbach.tv urteilt: „Im Tatort ‚Stirb und Werde‘ bekommt es Kommissar Borowski mit einem ebenbürtigen Gegner zu tun. Matthias Brandt spielt diesen vermeintlichen Erlöser auch optisch mit Milberg-Touch. Was auf der Film- und Bildebene gut funktioniert, ist psycho- wie kriminologisch wenig plausibel, und besonders spannend ist der gut inszenierte Film von Claudia Garde auch nicht. Die offene Führung des Täters bekommen einige "Borowskis" der 00er Jahre dramaturgisch sehr viel besser hin!“
Bei Moviesection.de vergibt Thomas Ays vier von fünf möglichen Sternen und schreibt zu „diesem brisanten und aufregenden Fall“: „Regisseurin Claudia Garde nutzt das von Orkun Erteneras toll geschriebene Drehbuch und liefert einen absolut packenden und spannenden Kieler ‚Tatort‘ ab. Es ist nur als schade zu bezeichnen, dass ihr dabei logische Fehler passieren, die diesem Krimi erheblich schaden. Da wird beispielsweise eine geheime Verfolgung des mutmaßlichen Täters aufgenommen und sage und schreib vier (!) Nobelkarossen dazu benötigt. Da muss selbst dem dümmsten und unvorsichtigsten Mann auffallen, dass er observiert wird - und es ist auch nicht verwunderlich, wenn dies tatsächlich geschieht.“ Lob gibt es für die schauspielerischen Leistungen, so ist „Matthias Brandt als verwirrter Psychopath […] genauso genial besetzt, wie Maren Eggert als Psychologin Frieda Jung oder Mehdi Moinzadeh als Borowskis Kollege Alim Zainalow. […] Fantastisch und im Mittelpunkt des Ganzen ist und bleibt jedoch Axel Milberg als Ermittler Klaus Borowski. Er gibt seinen Part authentisch und absolut überzeugend – Großartig!“
Die Kritiker der Fernsehzeitschrift TV Spielfilm fanden, „der seelisch schwer angeschrammte Borowski steht wieder genauso im Fokus wie der Fall. Axel Milberg und Matthias Brandt überzeugen als Gegenspieler“. Das Remümee lautete „Top-Nordlichtkrimi mit Wallander-Touch“.